# A.J. Meerwald
Le A.J. Meerwald , plus tard connu sous le nom de Clyde A. Phillips , est une goélette de dragage à huîtres restaurée , dont le port d'attache se trouve dans la section Bivalve du Commercial (municipalité) (en) du comté de Cumberland.
La goélette a été ajoutée au registre national des lieux historiques le 7 novembre 1995 pour son importance dans l'architecture, le commerce et l'histoire maritime. Elle est devenue le grand voilier de l'État (en) en 1998. Aujourd'hui, A.J. Meerwald est utilisé par le Bayshore Center à Bivalve pour des programmes éducatifs à bord dans la baie de la Delaware et dans d'autres ports du New Jersey, de la Pennsylvanie et de la région du Delaware.

## Historique
Le 7 septembre 1928, A.J. Meerwald a été construit et lancé par Charles H. Stowman & Sons au chantier naval de Dorchester. Elle était l'une des centaines de goélettes construites le long de la rive sud de la baie de la Delaware dans le sud du New Jersey avant le déclin de l'industrie de la construction navale qui a coïncidé avec la Grande Dépression.
Pendant la Seconde Guerre mondiale, elle a été réquisitionnée en vertu du War Powers Act et remise à l'United States Coast Guard pour être utilisée comme bateau-pompe.
En 1947, elle a été rendue à la famille Meerwald, qui l'a ensuite vendue à Clyde A. Phillips pour l'utiliser pour les travaux ostréicoles. En 1998, la gouverneure Christine Todd Whitman a proclamé la goélette le « grand voilier officiel » du New Jersey.